# Медијаполис (Ајова)
Медијаполис (енгл. Mediapolis) град је у америчкој савезној држави Ајова. По попису становништва из 2010. у њему је живело 1.560 становника.

## Демографија
Према попису становништва из 2010. у граду је живело 1.560 становника, што је -84 (-5.1%) становника више него 2000. године.
| Група             | 2000.         | 2010.         |
| Белци             | 1.622 (98,7%) | 1.525 (97,8%) |
| Афроамериканци    | 2 (0,1%)      | 5 (0,3%)      |
| Азијати           | 3 (0,2%)      | 0 (0,0%)      |
| Хиспаноамериканци | 11 (0,7%)     | 15 (1,0%)     |
| Укупно            | 1.644         | 1.560         |